# Cyrille Van Hauwaert
Cyrille Van Hauwaert (Moorslede, 16 de dezembro de 1883 - Zellik, 15 de fevereiro de 1974) foi um ciclista profissional da Bélgica. Conhecido por ganhar clássicos como Bordeaux-Paris (1907 e 1909), Milão-San Remo e Paris-Roubaix (ambos 1908). Em 1909 ele venceu a primeira etapa do Tour de France e liderou a classificação geral por um dia.
Em 1908, antes de vencer o Milão x San Remo, Van Hauwaert havia viajado de bicicleta da Bélgica até a largada em Milão, por meio de treinamento.

## Resultados principais
1907
Bordéus – Paris
1908
Milão – San Remo
Paris – Roubaix
1909
Bordéus – Paris
Campeonato Nacional de Corridas de Rua da Bélgica
Tour de 2 etapas da Bélgica
Tour de France:
Vencedor da fase 1
5º lugar na classificação geral
1910
Tour de France:
4º lugar na classificação geral
Paris - Menin
1914
Seis dias de Bruxelas
1915
Seis dias de Bruxelas

## Participações no Tour de France
Foi vencedor de 1 etapa do Tour de France.
- Tour de France 1907: abandonou na 10ª etapa
- Tour de France 1908: abandonou na 6ª etapa
- Tour de France 1909: abandonou na 5ª etapa e vencedor de uma etapa
- Tour de France 1910: 4º colocado na classificação geral
- Tour de France 1911: 12º colocado na classificação geral
- Tour de France 1912: 28º colocado na classificação geral